# Hoy, Júpiter
Hoy, Júpiter es una novela escrita por Luis Landero. Cuando se publicó en 2007, hacía cinco años que Landero no había publicado una, desde El guitarrista en 2002. El libro está dividido en 4 partes, de 8 capítulos y aproximadamente 100 páginas cada una.
En este libro se describen las historias paralelas de dos personajes. Por un lado está Dámaso, que tras una infancia robada se entrega al odio y al afán de venganza. Por su parte, Tomás, un respetable catedrático de instituto de Lengua y Literatura, descubre el amor en una joven de 16 años que le cambiará la vida. 
Sus vidas son en un principio muy distantes. Dámaso crece en un ambiente rural, bajo la poderosa vigilancia de su padre. En este ambiente no hay espacio para las diversiones de un niño pequeño, y el padre intenta resolver en su hijo los fracasos de su infancia. En la otra historia, Tomás es un luchador y un conformista al mismo tiempo, cuyas ambiciones son a la vez sus limitaciones, y que no encuentra el sentido a su vida. En un barrio de Madrid, sus vidas se cruzan, y cada uno intenta redescubrir el sentido de su vida.
El estilo de escritura es original ya los capítulos impares del libro nos cuentan la historia de Dámaso, mientras que los capítulos pares la historia de Tomás.